# Plecoptera pondoana
Plecoptera pondoana là một loài bướm đêm trong họ Erebidae.